# Flash Gordon (série télévisée, 1954)
Cet article concerne la série télévisée 1954. Pour la série télévisée de 2007, voir Flash Gordon.
Pour les articles homonymes, voir Flash Gordon (homonymie).
Flash Gordon est une série télévisée ouest-germano-américaine en 39 épisodes de 25 minutes, en noir et blanc, créée d'après le personnage de comic éponyme et diffusée entre le 1er octobre 1954 et le 15 juillet 1955 en syndication.
Cette série est inédite dans les pays francophones.

## Synopsis
En l'an 3203, Flash Gordon et ses compagnons Dale Arden et le docteur Alexis Zharkov sont des agents du Galaxy Bureau of Investigation dont la mission est de combattre le mal dans le cosmos. Au cours de leurs aventures, ils vont remonter le temps afin de sauver la Terre de la destruction et déjouer les plans de nombreux personnages diaboliques.

## Distribution
- Steve Holland (en) : Flash Gordon
- Irene Champlin (en) : Dale Arden
- Joseph Nash : Dr Alexis Zarkov
- Henry Beckman : Commandant Richards

## Épisodes
1. Flash Gordon and the Planet of Death (*)
2. Escape into Time
3. The Electro Man
4. The Vengeance of Rabeed
5. Akim the Terrible (*)
6. The Claim Jumpers (*)
7. The Dancing Death
8. The Breath of Death (*)
9. The Great Secret
10. Return of the Androids (*)
11. The Frightened King
12. The Deadly Deception
13. Duel Against Darkness
14. The Sound Gun
15. The Weapon That Walked
16. Mission to Masca
17. The Lure of Light (*)
18. The Rains of Death
19. Flash Gordon and the Race Against Time (*)
20. The Witch of Neptune [1/3] (*)
21. Flash Gordon and the Brain Machine [2/3] (*)
22. Struggle to the End [3/3] (*)
23. The Water World Menace
24. Saboteurs from Space (*)
25. The Forbidden Experiment (*)
26. Heat Wave
27. The Hunger Invasion
28. Encounter With Evil
29. The Matter Duplicator
30. The Micro-man Menace
31. The Space Smugglers
32. The Mystery of Phoros
33. The Shadowy Death
34. Death in the Negative (*)
35. The Earth's Core
36. Deadline at Noon (*)
37. The Law of Velorum
38. The Skyjackers
39. The Subworld Revenge (*)

(*) Épisode disponible en vidéo.

## DVD
Les droits étant retombés dans le domaine public, de nombreux éditeurs vidéo ont sorti des copies des épisodes. Tous en Zone 1.
Chez Alpha Vidéo (Devenu Alpha Home Entertainment) trois DVD au format plein écran, sans sous-titres et sans suppléments avec les épisodes suivants :
- Volume 1 le 21 janvier 2003 : Deadline at Noon, The Race Against Time, The Forbidden Experiment et The Brain Machine.
- Volume 2 le 25 octobre 2005 : Return of the Androïds, The Claim Jumpers, Akim The Terrible et Subworld Revenge.
- Volume 3 le 22 février 2011 : Death in the Negative, The Breath of Death, The Lure of Light et The Planet of Death.

Chez Critics Choice un DVD avec quatre épisodes au format plein écran, avec sous-titres anglais avec les épisodes suivants :
- Volume 1 le 27 juin 2006 : The Planet of Death, Struggle to the End, Dealine at Noon et Subworld Revenge.

Chez Digiview un DVD au format plein écran, sans sous-titres et sans suppléments avec les épisodes suivants :
- Flash Gordon le 4 avril 2004 : Deadline at Noon, The Planet of Death et The Brain Machine.

Chez Mill Creek Entertainment, on trouve quatorze épisodes présents dans la compilation Classic Sci-Fi TV - 150 épisodes (Toutes Zones) :
- Coffret sorti le 27 janvier 2009 : The Planet of Death , Akim The Terrible, The Claim Jumpers, The Breath of Death, Return of the Androïds, The Lure of Light, The Race Against Time, The Witch of Neptune, The Brain Machine, Struggle to the End, The Forbidden Experiment, Deadline at Noon, Saboteurs from Space et The Subworld Revenge.